# Erythrus multimaculatus
Erythrus multimaculatus är en skalbaggsart som beskrevs av Maurice Pic 1916. Erythrus multimaculatus ingår i släktet Erythrus och familjen långhorningar. Inga underarter finns listade i Catalogue of Life.